# Psophode carillonneur
Psophodes occidentalis
Espèce
Statut de conservation UICN

 LC  : Préoccupation mineure
Le Psophode carillonneur (Psophodes occidentalis) est une espèce de passereaux appartenant à la famille des Psophodidae.

## Répartition
Il est endémique en Australie.